# Карумай

40°19′36″ пн. ш. 141°27′38″ сх. д. / 40.32667° пн. ш. 141.46056° сх. д.
Ка́румай (яп. 軽米町, かるまいまち, МФА: [kaɾumai̯ mat͡ɕi̥]) — містечко в Японії, в повіті Кунохе префектури Івате. Станом на 1 жовтня 2007 площа містечка становила 245,74 км². Станом на 1 вересня 2008 населення містечка становило 10 427 осіб.